# Kamienica przy ulicy Smoleńsk 20 w Krakowie
Kamienica przy ulicy Smoleńsk 20 – zabytkowa kamienica znajdująca się w Krakowie przy ulicy Smoleńsk 20, na Nowym Świecie.
Kamienica została wzniesiona w latach 1888–1889. Zaprojektowana została przez Teodora Talowskiego. W 1905 roku odbyła się nadbudowa drugiego piętra zgodnie z projektem Władysława Ekierskiego.
14 maja 1975 kamienica została wpisana do rejestru zabytków. Znajduje się także w gminnej ewidencji zabytków.